# جکسون مورگان
جکسون مورگان (انگلیسی: Jackson Morgan؛ زادهٔ ۱۸ اوت ۱۹۹۸) بازیکن فوتبال اهل سودان جنوبی است که در پست هافبک بازی می‌کند.
از باشگاه‌هایی که در آن بازی کرده‌است می‌توان به باشگاه فوتبال پرث گلوری اشاره کرد.
وی همچنین در تیم ملی فوتبال سودان جنوبی بازی کرده‌است.